# Професионална гимназия по механотехника, електроника, телекомуникации и транспорт „Христо Ботев“
ПГМЕТТ „Христо Ботев“ (Професионална гимназия по механотехника, електроника, телекомуникации и транспорт „Христо Ботев“) е гимназия в град Шумен, разположена на адрес: бул. „Велики Преслав“ № 51 в квартал „Индустриална зона“.

## История
Професионалната гимназия придобива облика си през 2008 г. със Заповед № РД 14 – 50 от 16.04.2008 г. на Министъра на образованието и науката.
Обединява две училища със сродни специалности: Професионална гимназия по механотехника, електроника и транспорт „Христо Ботев“ и Професионална гимназия по телекомуникации.
Историята на Професионалната гимназия по механотехника, електроника, телекомуникации и транспорт „Христо Ботев“ гр. Шумен започва от началото на учебната 1949 – 1950 година, като Механо-електротехническа гимназия.
На 1 септември 1953 г. гимназията се преименува в Техникум по механо-електротехника, а на 1 септември 1954 година Техникумът по механо-електротехника се преименува в Техникум по машиностроене и уредостроене.
Преломен момент в развитието на Техникума е построяването на машиностроителен завод в Шумен (днес „Мадара" АД). За да отговори на необходимостта от специалисти, техникумът значително повишава първоначално определения си прием, включително и вечерна паралелка.
На 1 септември 1958 г. Техникумът по машиностроене и уредостроене се преименува в Техникум по механотехника, а на 1 септември 1963 година приема за свой патрон Христо Ботев и се преименува в Техникум по механотехника „Христо Ботев“.
За своето съществуване Техникумът е подготвил среднотехнически кадри по специалностите: Технология на машиностроенето – Студена обработка; Технология на машиностроенето – Топла обработка; Автомобили; Металургия на цветните метали; Автоматизация на производството; Електрообзавеждане на промишлени предприятия.
През 1996 година, Техникумът по механотехника „Христо Ботев“ окончателно се преименува в Техникум по механотехника, електроника и транспорт „Христо Ботев“, с което наименование се привежда напълно в съответствие с предмета на неговата дейност.
Професионална гимназия по телекомуникации е създадена през 1971 година като Техникум по съобщенията – за подготовка на кадри за системата на съобщенията – като учебно заведение с прием след средно образование. От 1996 година в училището се обучават ученици с прием след завършен седми клас и завършено основно образование по специалността "Съобщителна техника“. През 2003 г. Училището е преобразувано в Професионална гимназия по телекомуникации. От следващата година се предлага обучение по специалностите „Микропроцесорна техника“ и „Кинотехника и аудио- и видеосистеми“.

## Училищен състав
| Учител                          | Предмет                                            |
| ------------------------------- | -------------------------------------------------- |
| Мария Руменова                  | БЪЛГАРСКИ ЕЗИК И ЛИТЕРАТУРА                        |
| Тодорка Янева - Иванова         | БЪЛГАРСКИ ЕЗИК И ЛИТЕРАТУРА                        |
| Тереза Герчева                  | БЪЛГАРСКИ ЕЗИК И ЛИТЕРАТУРА                        |
| Вержиния Пенева                 | ЧУЖДИ ЕЗИЦИ                                        |
| Галина Неделчева                | ЧУЖДИ ЕЗИЦИ                                        |
| Детелина Апостолова             | ЧУЖДИ ЕЗИЦИ                                        |
| Татяна Сърмова                  | ЧУЖДИ ЕЗИЦИ                                        |
| Яница Йовчева                   | ЧУЖДИ ЕЗИЦИ                                        |
| Таня Маринова                   | МАТЕМАТИКА, ИНФОРМАТИКА И ИНФОРМАЦИОННИ ТЕХНОЛОГИИ |
| Теодора Червенкова              | МАТЕМАТИКА, ИНФОРМАТИКА И ИНФОРМАЦИОННИ ТЕХНОЛОГИИ |
| Силвия Балабанова-Георгиева     | МАТЕМАТИКА, ИНФОРМАТИКА И ИНФОРМАЦИОННИ ТЕХНОЛОГИИ |
| Мая Бешевлиева-Хуммел           | ОБЩЕСТВЕНИ НАУКИ, ГРАЖДАНСКО ОБРАЗОВАНИЕ И РЕЛИГИЯ |
| Пламен Георгиев                 | ОБЩЕСТВЕНИ НАУКИ, ГРАЖДАНСКО ОБРАЗОВАНИЕ И РЕЛИГИЯ |
| Севдалина Павлова               | ОБЩЕСТВЕНИ НАУКИ, ГРАЖДАНСКО ОБРАЗОВАНИЕ И РЕЛИГИЯ |
| Ивайло Илиев                    | ПРИРОДНИ НАУКИ И ЕКОЛОГИЯ                          |
| Севдалин Матев                  | ПРИРОДНИ НАУКИ И ЕКОЛОГИЯ                          |
| Цветелина Чобанова              | ПРИРОДНИ НАУКИ И ЕКОЛОГИЯ                          |
| Антон Базелков                  | ФИЗИЧЕСКО ВЪЗПИТАНИЕ И СПОРТ                       |
| Деян Златанов                   | ФИЗИЧЕСКО ВЪЗПИТАНИЕ И СПОРТ                       |
| Николай Стоянов                 | ФИЗИЧЕСКО ВЪЗПИТАНИЕ И СПОРТ                       |
| инж. Марияна Николова           | ЗАДЪЛЖИТЕЛНА ПРОФЕСИОНАЛНА ПОДГОТОВКА (ЗПП)        |
| инж. Недялка Йорданова          | ЗАДЪЛЖИТЕЛНА ПРОФЕСИОНАЛНА ПОДГОТОВКА (ЗПП)        |
| инж. Рена Недялкова             | ЗАДЪЛЖИТЕЛНА ПРОФЕСИОНАЛНА ПОДГОТОВКА (ЗПП)        |
| инж. Татяна Боярова             | ЗАДЪЛЖИТЕЛНА ПРОФЕСИОНАЛНА ПОДГОТОВКА (ЗПП)        |
| инж. Теодора Кулева             | ЗАДЪЛЖИТЕЛНА ПРОФЕСИОНАЛНА ПОДГОТОВКА (ЗПП)        |
| инж. Николай Христов            | ЗАДЪЛЖИТЕЛНА ПРОФЕСИОНАЛНА ПОДГОТОВКА (ЗПП)        |
| инж. Октай Осман                | ЗАДЪЛЖИТЕЛНА ПРОФЕСИОНАЛНА ПОДГОТОВКА (ЗПП)        |
| инж. Дилбер Мехмедали           | ЗАДЪЛЖИТЕЛНА ПРОФЕСИОНАЛНА ПОДГОТОВКА (ЗПП)        |
| инж. Ивелина Илиева - Михайлова | ЗАДЪЛЖИТЕЛНА ПРОФЕСИОНАЛНА ПОДГОТОВКА (ЗПП)        |
| инж. Николай Сърмаджиев         | ЗАДЪЛЖИТЕЛНА ПРОФЕСИОНАЛНА ПОДГОТОВКА (ЗПП)        |
| инж. Марин Борисов              | ЗАДЪЛЖИТЕЛНА ПРОФЕСИОНАЛНА ПОДГОТОВКА (ЗПП)        |
| инж. Йордан Д. Йорданов         | ЗАДЪЛЖИТЕЛНА ПРОФЕСИОНАЛНА ПОДГОТОВКА (ЗПП)        |
| инж. Силвия Вачкова             | ЗАДЪЛЖИТЕЛНА ПРОФЕСИОНАЛНА ПОДГОТОВКА (ЗПП)        |
| инж. Калоян Костадинов          | ЗАДЪЛЖИТЕЛНА ПРОФЕСИОНАЛНА ПОДГОТОВКА (ЗПП)        |
| инж. Трифон Руменов             | ЗАДЪЛЖИТЕЛНА ПРОФЕСИОНАЛНА ПОДГОТОВКА (ЗПП)        |
| инж.Таня Миланова               | ЗАДЪЛЖИТЕЛНА ПРОФЕСИОНАЛНА ПОДГОТОВКА (ЗПП)        |
| Венко Асенов                    | ЗАДЪЛЖИТЕЛНА ПРОФЕСИОНАЛНА ПОДГОТОВКА (ЗПП)        |